# Manulai I
Manulai I is een bestuurslaag in het regentschap Kupang van de provincie Oost-Nusa Tenggara, Indonesië. Manulai I telt 1116 inwoners (volkstelling 2010).